# Municipio Andrés Bello (Táchira)
Andrés Bello es uno de los 29 municipios del Estado Táchira, en Venezuela. Se ubica en la región de Los Andes, en el centro de dicho estado. Su capital es Cordero, formada paulatinamente en un cruce de caminos a partir de las últimas décadas del siglo XIX.

## Historia

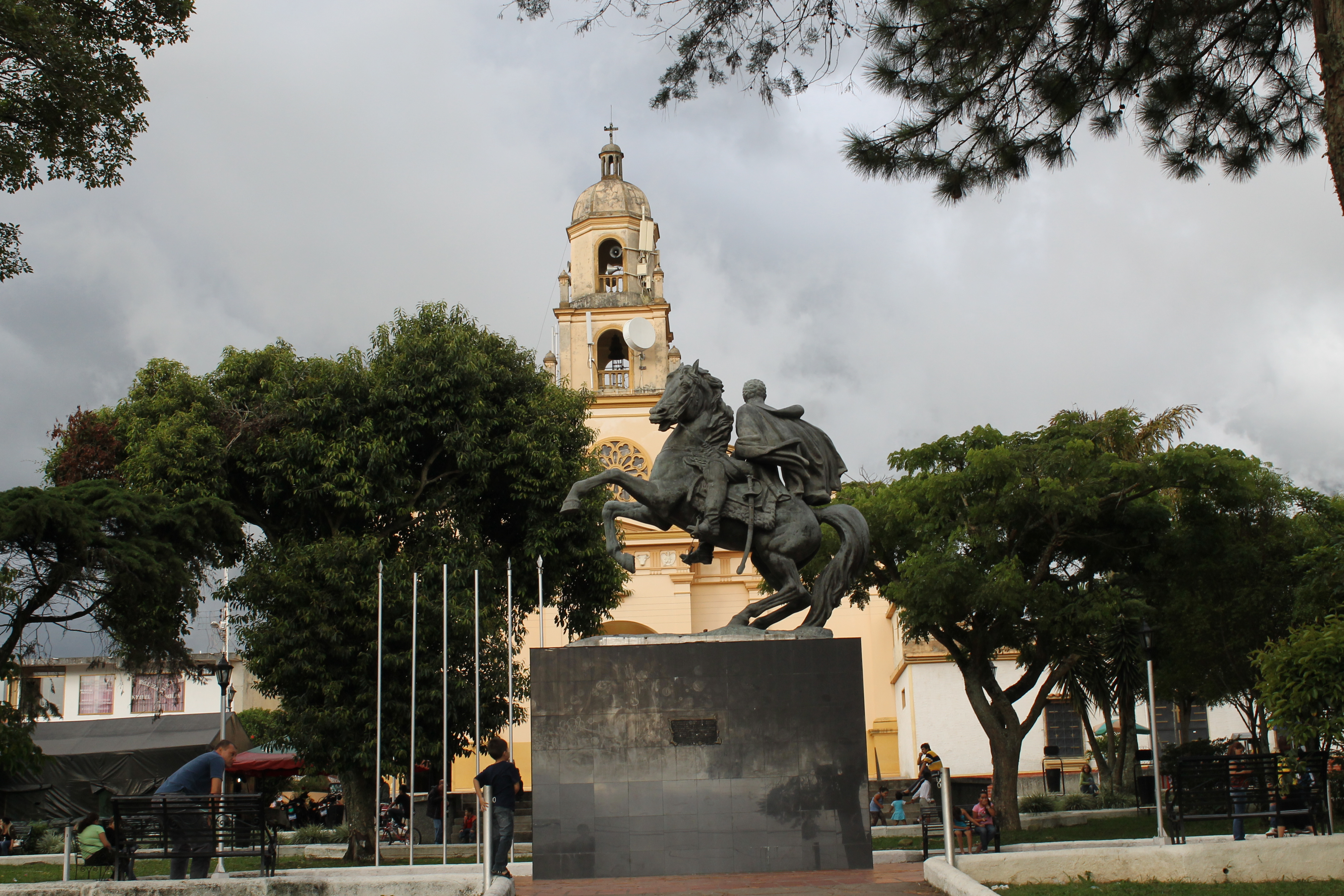
Cordero, Municipio Andrés Bello

El municipio Andrés Bello del Estado Táchira obtuvo su autonomía administrativa en el año 1990, siendo electo como primer alcalde José Humberto Contreras Rojas para el período 1990–1993. Fue reelecto para un segundo período entre 1993 y 1996. Posteriormente, para el período 1996–2000, fue elegido el abogado Néstor Darío Velazco Chacón. En las elecciones realizadas en agosto de 2000 resultó electo Dionel Aleiger Chacón Noguera, y en 2004 fue elegida la abogada Carmen Quintero.  
Esta información proviene de las memorias del cronista de Cordero y puede verificarse en la oficina de la alcaldía del municipio Andrés Bello del Estado Táchira.

### Toponimia
Debe su nombre al escritor y político venezolano Don Andrés Bello.

## Geografía
Urbe pregnada de generosidad, formada por la antigua Aldea, hoy la ciudad de Cordero, es tierra privilegiada por su flora, su agricultura.
sembradíos de flores y hortalizas en el Fical y Las Guamas, un clima fresco rodeado de montañas, famoso en el resto del Estado por la preparación del miche andino.
Es área de influencia para las zonas adyacentes al municipio. Cordero es una Población que invita al descanso y la tranquilidad vacacional.
Este municipio se encuentra ubicado en la Ruta de la Montaña y la Neblina
A continuación le mostraremos los detalles geográficos del municipio:

### Altura
La altura municipal se redondea en unos 1149 m s. n. m., aproximadamente.

### Superficie
El municipio tiene una extensión de 102 km² en el estado Táchira.

### Clima
El clima es tropical de altura. La temperatura está entre 18 a 22 °C.

### Vegetación
bosques húmedos  montano bajo

### Hidrografía

#### Ríos
- Torbes

#### Quebradas
- La Ahuyamala
- La Blanca
- La Colorada
- La Cordera
- La García
- La Honda
- La Pedregosa
- La Salomona
- La Sabana

### Distancias
La Distancia de San Cristóbal es de 14 km y un tiempo estimado de 20 min aproximadamente.

### División Política territorial
El municipio Andrés Bello cuenta con una (01) parroquia denominada Cordero.
| Parroquia              | Superficie | Población   | Densidad        | Capital |
| ---------------------- | ---------- | ----------- | --------------- | ------- |
| 1.) Cordero            | km²        | hab.        | hab./km²        | Cordero |
| Municipio Andrés Bello | 102 km²    | 33.358 hab. | 199,59 hab./km² | Cordero |

### Demografía
La población es de 20.358 habitantes en el año 2011, (1,7% de la población total del estado Táchira), de los cuales 9.919 son de sexo masculino (48,72%) y 10.439 son mujeres. Puesto que el área del municipio es de 102 km² este tiene una densidad de población de 199,59 hab/km², muy superior a la media nacional de 29,71 y a la estadal de 105,31. La tasa de alfabetización del municipio es de 94,9%.

## Turismo

### Patrimonio

#### Plazas
- Bolívar (con la estatua ecuestre de Simón Bolívar).
- Andrés Bello.

#### Otros
- Escuela de la Guardia Nacional.
- Quebrada La Cordera.
- Caserío El Fical y La Auyamala.
- Páramo El Guarín.
- Aldea Monte Carmelo: posee una capilla de la Virgen del Carmen.
- Aldea las Guamas: con grandes sembradíos de flores (margaritas, pompones, aster,  soliaster y girasoles).
- Vía casa el padre

## Transporte

### Vialidad
- Colombia: T1
- estado Zulia: T6 Intersección y T1 San Cristóbal Autopista vía Cordero
- Los llanos: T5
- estado Mérida: T7 y Cordero

Nota: Para trasladarse al municipio puede tomar el transporte Línea Unión Cordero en el Terminal de Pasajero Genaro Méndez en la ciudad de San Cristóbal.

## Política y gobierno

### Alcaldes
| Período     | Alcalde                     | Partido político / Alianza | % de votos | Notas |
| ----------- | --------------------------- | -------------------------- | ---------- | --- |
| 1989 - 1992 | Jose Humberto Contreras     |                            | 46,84      | Primer alcalde bajo elecciones directas |
| 1992 - 1995 | Jose Humberto Contreras     |                            | 42,20      | Reelecto |
| 1995 - 2000 | Nestor Dario Velazco Chacon |                            | -          | Segundo alcalde bajo elecciones directas (se realizaron elecciones generales adelantadas en el 2000 debido a la aprobación de la Constitución de 1999) |
| 2000 - 2004 | Dionel Chacón               |                            | 31,08      | Tercer alcalde bajo elecciones directas |
| 2004 - 2008 | Carmen Quintero             |                            | 46,58      | Cuarta alcalde bajo elecciones directas |
| 2008 - 2013 | Valmore Velazco             | RUDPAB                     | 58,61      | Quinto alcalde bajo elecciones directas (se postergan 1 año las elecciones municipales pautadas para finales del 2012)                                 |
| 2013 - 2017 | José Humberto Contreras     |                            | 61,45      | Sexto alcalde bajo elecciones directas |
| 2017 - 2021 | Leonel Cegarra              |                            | 53,34      | Séptimo alcalde bajo elecciones directas |
| 2021 - 2025 | Nuvia Criollo               |                            | 50,93      | Séptimo alcalde bajo elecciones directas |

### Concejo municipal
Período 1989 - 1992
| Concejales:           | Partido político / Alianza |
| --------------------- | -------------------------- |
| Moises Chacón Pernía  | AD                         |
| José Atenogenes Pérez | AD                         |
| Jesús David Sayago    | COPEI                      |
| Jesús David Duque     | COPEI                      |
| José Sanchez Labrador | MAS                        |

Período 1992 - 1995
| Concejales:           | Partido político / Alianza |
| --------------------- | -------------------------- |
| Pedro Mora            | COPEI                      |
| Vitelio Sandía        | COPEI                      |
| Jesús David Sayago    | COPEI                      |
| Teodolico Chacón      | AD                         |
| José Atenogenes Pérez | AD                         |

Período 1995 - 2000
| Concejales:             | Partido político / Alianza |
| ----------------------- | -------------------------- |
| Raimundo Marquez        | AD                         |
| José Humberto Contreras | AD                         |
| Moises Chacon           | AD                         |
| Pedro Mora              | COPEI                      |
| Acacio Contreras        | FEIMAB                     |

Período 2000 - 2005
| Concejales:        | Partido político / Alianza |
| ------------------ | -------------------------- |
| Maria Parra        | COPEI                      |
| Jorgin Maldonado   | COPEI                      |
| José Eugenio Pérez | RUDPAB                     |
| Odila Zambrano     | LCR                        |
| Ruben Moncada      | MVR                        |

Período 2005 - 2013
| Concejales:        | Partido político / Alianza |
| ------------------ | -------------------------- |
| Angel Acevedo      | MVR                        |
| José Quintero      | MVR                        |
| Flor Núñez         | MVR                        |
| William Bautista   | MVR                        |
| José Eugenio Pérez | RUDPAB                     |
| Valmore Velasco    | RUDPAB                     |
| Nuvia Criollo      | AD                         |

Período 2013 - 2018
| Concejales         | Partido político / Alianza |
| ------------------ | -------------------------- |
| Manuel Arellano    | MUD                        |
| Franklin Gómez     | MUD                        |
| Luis Rivas         | MUD                        |
| José Eugenio Pérez | MUD                        |
| Nuvia Criollo      | MUD                        |
| José Arellano      | MUD                        |
| José Quintero      | PSUV                       |

Período 2018 - 2021
| Concejales         | Partido político / Alianza |
| ------------------ | -------------------------- |
| Rodrigo Corredor   | PSUV                       |
| Francy Jaime       | PSUV                       |
| Luis Camacho       | PSUV                       |
| José Quintero      | PSUV                       |
| Grismary Labrador  | PSUV                       |
| Bellamile Guevara  | PSUV                       |
| Alberto Colmenarez | COPEI                      |

Período 2021 - 2025
| Concejales         | Partido político / Alianza |
| ------------------ | -------------------------- |
| Hildemaro Peñaloza | AD                         |
| Olga Arias         | AD                         |
| Rogelio Sandoval   | EL CAMBIO                  |
| Alberto Colmenarez | AD                         |
| Nairyth Torres     | AD                         |
| Guillermo Rubio    | PSUV                       |
| Grecia Santiago    | PSUV                       |